# ポーレット・フォイエ
ポーレット・フォイエ（ Paulette Fouillet 1950年6月30日-) はフランスのアンジェ出身の柔道選手。現役時代は66kg級及び72kg超級の選手。

## 人物
1980年に世界選手権が初開催される以前の女子柔道を代表する選手の1人として、看護師の仕事と両立させながら、自身の階級である66kg級のみならず無差別でも活躍していた。その後、階級を72kg超級にまで上げるが、1980年の世界選手権では、72kg超級でイタリアのマルゲリータ・ディカル、無差別でベルギーのイングリッド・ベルグマンスにそれぞれ決勝で敗れて2位に終わった。

## 主な戦績
66kg級での戦績
- 1974年 - ヨーロッパ選手権(公開競技)　66kg級　2位　無差別　優勝
- 1975年 - ドイツ国際　優勝
- 1976年 - ヨーロッパ選手権　66kg級　優勝　無差別　2位
- 1976年 - ドイツ国際　優勝(72kg級)
- 1976年 - ヨーロッパ選手権　優勝
- 1978年 - ヨーロッパ選手権　3位
- 1976年 - ヨーロッパ選手権　66kg級　2位　無差別　3位

72kg超級での戦績
- 1980年 - ヨーロッパ選手権　72kg超級　2位　無差別　3位
- 1980年 - 世界選手権　72kg超級　2位　無差別　2位